# 3346 Gerla
3346 Gerla eller 1951 SD är en asteroid i huvudbältet, som upptäcktes den 27 september 1951 av den belgiske astronomen Sylvain Arend i Uccle. Den har fått sitt namn efter den brittiska skådespelaren, sångerskan och dansaren, Gertrude Lawrence.
Asteroiden har en diameter på ungefär 34 kilometer.